# إكرامن الجبل (تامشاشاط)
إكرامن الجبل هو دُوَّار يقع بجماعة تامشاشاط، إقليم الحاجب، جهة فاس مكناس في المملكة المغربية. ينتمي الدوّار لمشيخة تامشاشاط التي تضم 12 دوار. يقدر عدد سكانه بـ 477 نسمة حسب الإحصاء الرسمي للسكان والسكنى لسنة 2004.

## روابط خارجية
- البوابة الوطنية للجماعات الترابية
- المندوبية السامية للتخطيط